# Iglesia del Reposo (Campillos)
La iglesia de Nuestra Señora del Reposo, en Campillos (provincia de Málaga, España), representa uno de los edificios más significativos del antiguo Arzobispado de Sevilla, al que perteneció hasta que en 1958 pasó a la Diócesis de Málaga. Su edificación abarca desde el siglo XVI hasta los siglos XVIII y XIX, consolidándose como una de las construcciones más significativas de la época. No obstante, el conjunto, en general, se adscribe a 1805-1821, periodo en el que se acometió la última gran reforma que supuso la culminación estructural del mismo. Tras lo que fue una importante remodelación, si bien se mantuvieron las trazas originales, la iglesia alcanza su conformación definitiva constituyéndose en un edificio de tres naves, con diversas capillas dispuestas a los pies y adosadas a la nave del Evangelio, así como con una torre, situada junto a la cabecera, elementos que han determinado profundamente su imagen.
La impronta de las reformas artísticas se concreta en un lenguaje heterogéneo, reflejo de la riqueza del barroco sevillano, magníficamente ejemplificado en la portada principal, con un laborioso despiece de la piedra con trazado mixtilíneo, obra del arquitecto Antonio de Figueroa y Ruiz, uno de los grandes artífices de la capital hispalense, junto a la transformación y adecuación al estilo neoclásico, fruto de las reformas decimonónicas.
La iglesia de Nuestra Señora del Reposo se corresponde con una compleja construcción, cuya configuración actual es fruto de las actuaciones que se han sucedido en la misma a lo largo del tiempo.

## Descripción
Se trata de un edificio exento, de planta rectangular con tres naves, capilla mayor, torre, capillas adosadas a la nave del Evangelio y sacristía.

## Interior
Las tres naves se encuentran separadas mediante pilares rectangulares que soportan arcos formeros de medio punto. La nave central, más ancha y alta que las laterales, se cubre con bóveda de medio cañón con lunetos reforzada con arcos fajones. Adosadas a los pilares, se levantan pilastras de orden jónico sobre las cuales se establece un entablamento denticulado que recorre horizontalmente los muros perimetrales de la nave y presbiterio.
Las naves laterales se cubren con bóvedas de arista, reforzadas con arcos fajones doblados. En los muros y pilares laterales se adosan pilastras jónicas sobre las cuales se dispone un entablamento denticulado.

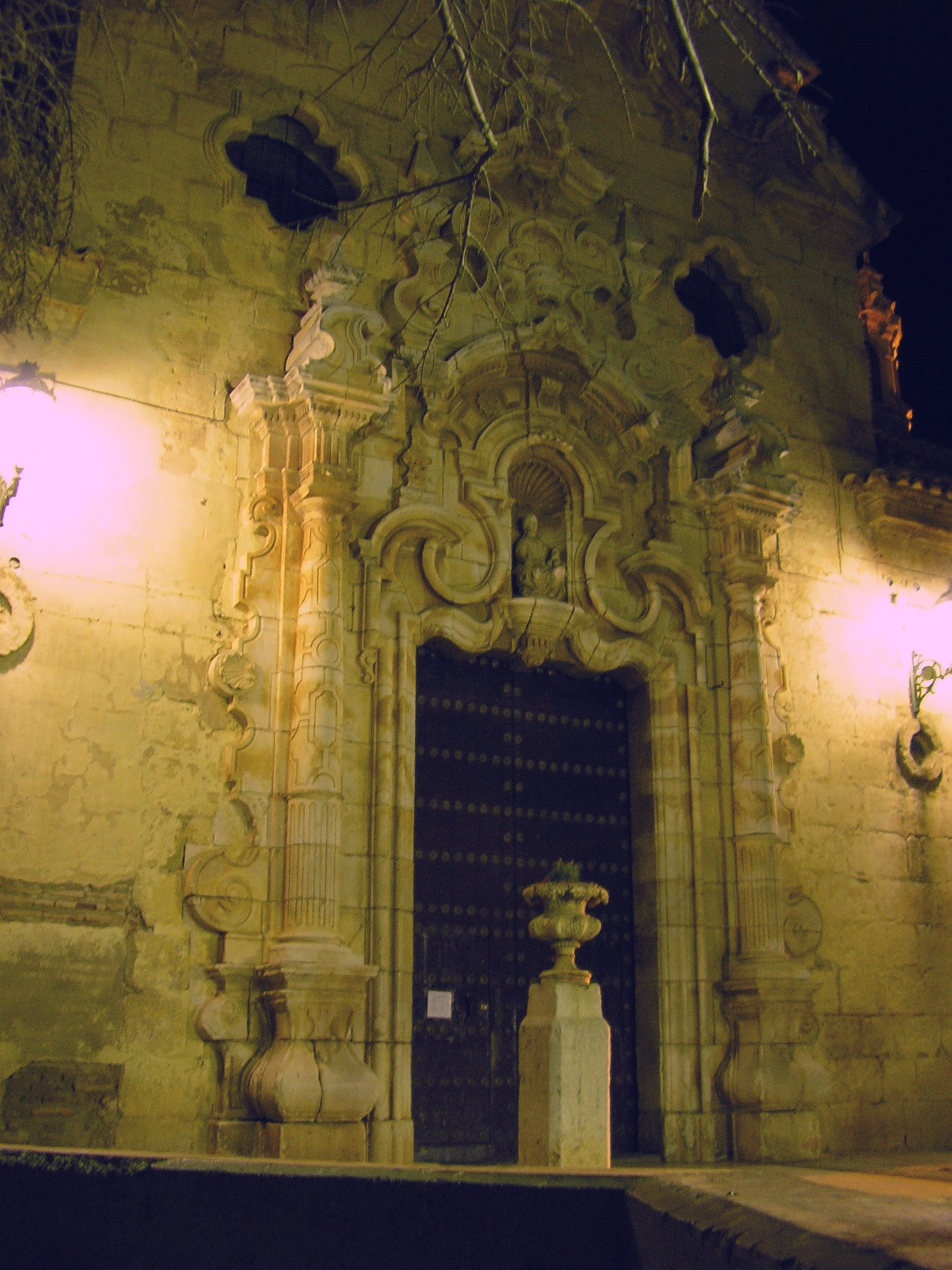
Vista nocturna de la fachada barroca.

El presbiterio se compone de dos espacios rectangulares, a diferente altura, comunicados a través de una amplia escalinata. El primer espacio se encuentra a nivel más alto que las tres naves, a las que tiene acceso. Está cubierto de cúpula segmentada en ocho nervios, sustentada sobre un anillo denticulado que a su vez es soportado por ocho placas a modo de pilastras. En el exterior, esta cúpula sobresale en altura de las cubiertas de las tres naves.
El segundo espacio o cabecera está cubierta con bóveda de medio cañón y lunetos. Se encuentra a nivel más alto que el anterior y está circundado por un zócalo de mármol rojo.

### Capillas
A la nave del Evangelio se adosan una serie de capillas construidas en distintas épocas. Motivado por dichas edificaciones, junto con la sacristía, el inmueble presenta un conjunto de cuerpos cuyos volúmenes destacan y configuran la fachada.
En la cabecera de la nave del Evangelio se ubica la capilla de la Inmaculada. Tiene planta rectangular cubierta con bóveda semiesférica, sobre pechinas, compuesta de ocho pilastras que parten de una macolla central y apoyan en un anillo interior, que a su vez descansa sobre otro exterior denticulado. Dos de las pechinas muestran escudos nobiliarios, y las cuatro, exuberante decoración vegetal.
La sacristía se abre en el sexto tramo de la nave del Evangelio. Es de planta cuadrangular y está cubierta con bóveda de arista flanqueada por arcos fajones apoyados en placas recortadas. Desde la sacristía se accede a la antesacristía, recinto de planta rectangular cubierto con bóveda de arista, entre arcos fajones que descansan en roleos. Esta estancia también tiene acceso desde el exterior.
En el tramo quinto de la nave del Evangelio, se abre la capilla de San José, denominada también antigua capilla de los Gordillos, actualmente dedicada a Jesús Nazareno «el viejo». Sigue, a la izquierda, la capilla del Sagrado Corazón de Jesús, de planta rectangular y cubierta abovedada, con pequeña cúpula superior, compuesta de pilastras de capiteles compuestos y fustes decorados con motivos vegetales que descansan en un anillo central mixtilíneo, del que surgen ocho angelillos. El conjunto descansa sobre pechinas decoradas con medallones y motivos vegetales carnosos.
La antigua capilla Bautismal se abre en el tramo tercero de la nave del Evangelio, tiene planta rectangular y está cubierta con bóveda baída. Data su construcción de 1656, siendo la más antigua de estas construcciones.
A su izquierda se ubica una doble capilla dedicada al Cristo de la Veracruz y a la Virgen de los Dolores. Se accede desde la nave a la primera capilla, cubierta con bóveda elíptica sobre pechinas, ecorada con pinturas en forma de medallones, y en el muro frontal se abre el camarín, de planta trilobulada que alberga en su interior la imagen del Cristo de la Veracruz.
En el muro perimetral izquierdo de la misma capilla se abre la capilla de la Virgen de los Dolores, de planta rectangular y cubierta abovedada sobre pechinas. En ella se ubica el camarín de la imagen titular, compuesto de planta octogonal, cubierta con bóveda segmentada por ocho molduras, a modo de pilastras, dispuestas radialmente entre hornacinas aveneradas. El conjunto descansa sobre un anillo compuesto de yeserías de perfiles mixtilíneos, que apoya en fuertes pilastras.
A los pies de la nave del Evangelio se abre la capilla de Jesús Nazareno; su planta rectangular se cubre con bóveda oval, de perfil cuadrilobulado, sobre pechinas. En la zona superior se abre la linterna compuesta de ventanas coronadas con veneras. El conjunto presenta una profusa decoración pictórica con temas de la Pasión, tanto en la bóveda como en medallones dispuestos en los muros, así como de arcos mixtilíneos, que enmarcan los muros laterales.
A los pies de la nave de la Epístola se encuentra la capilla de Nuestra Señora de las Angustias y en la cabecera de la misma nave se ubica la torre.

## Exterior

### Portadas
La portada de la fachada de los pies del templo es el elemento más barroco del edificio, y en ella destaca el mármol bruñido y veteado sobre los sillares de piedra que cubre el paramento de la fachada. Se estructura a modo de portada retablo. Presenta un vano adintelado delimitado con una moldura sinuosa que en su clave soporta la escultura de la Virgen con el Niño, en el interior de una hornacina cubierta con bóveda avenerada. El conjunto se encuentra enmarcado por un sólido baquetón cóncavo-convexo, y flanqueado por columnas adosadas, de fustes semicirculares acanalados, en su tercio inferior y con decoración geométrica en el resto, que apoyan sobre basas conformadas por sendos pedestales bulbosos. Los capiteles de formas acanaladas soportan un entablamento, coronado con volutas y pináculos, que continúa sobre la zona central de la composición, a modo de un arco rebajado y mixtilíneo, desarrollándose entre éste y el mencionado baquetón una decoración de pináculos, rosetas y casetones.
La zona central del entablamento se corona con una placa recortada de forma sinuosa, en cuyo interior alberga el escudo pontificio, flanqueada en los lados por sendas volutas y pináculos, y rematada en el centro por una placa central con penacho y pináculo. A ambos lados de esta composición se abre un vano de forma cuadrifolio. Todo el conjunto se encuentra coronado por una cornisa volada de traza cóncavo-convexa, con óculo ciego central y sendos pináculos en los extremos.
En el muro perimetral que cierra la nave de la Epístola se abre la segunda portada que da acceso al interior del templo. Su fábrica responde a los postulados del estilo neoclásico. Consta de un vano adintelado, con ménsula en la clave, flanqueado por columnas dóricas sobre altos pedestales rectangulares, y entablamento superior. El conjunto está rematado con pináculos en los extremos de los que arrancan sinuosas volutas que flanquean un emblema mariano.

### Torre
La torre se estructura con un alzado de cuatro cuerpos. Están realizados, los tres primeros, con sillares en los que se abren pequeños vanos rectangulares que dan luz al interior. El cuarto está construido en ladrillo y presenta el paramento enfoscado y pintado de color ocre, en cada uno de sus frentes se abren vanos de medio punto que albergan campanas, disponiéndose en la zona inferior de los mismos un reloj. Estos vanos se encuentran flanqueados con dobles pilastras, de ladrillo visto, que soportan una cornisa volada, coronada con balaustres, y pilares compuestos de pináculos en los laterales, decorados con motivos de cerámica vidriada en color azul cobalto. Remata el conjunto un chapitel de planta octogonal cubierto de tejas vidriadas azules y blancas.